# Diodia incana
Diodia incana är en måreväxtart som beskrevs av Johan Erhard Areschoug. Diodia incana ingår i släktet Diodia och familjen måreväxter. IUCN kategoriserar arten globalt som otillräckligt studerad.
Artens utbredningsområde är Ecuador. Inga underarter finns listade i Catalogue of Life.